# Pasta de amêndoas
A pasta de amêndoas é uma receita feita da mistura de amêndoas trituradas com açúcar, muito utilizada na culinária de diversos países da Europa.

## Características
A receita é muito utilizada como recheios em doces e confeitos em diferentes culturas. Na Escandinávia, a pasta de amêndoas é um recheio bastante popular para doces; na Suécia, onde é conhecida como mandelmassa, a pasta é um ingrediente especialmente comum em doces de Páscoa e de Natal. A pasta é o ingrediente principal da semla, iguaria tipicamente consumida na terça-feira de Carnaval em todos os países escandinavos.
Nos Países Baixos e na Bélgica, a pasta é conhecida como amandelspijs e é muito comum em diversas iguarias, especialmente nas consumidas durante as celebrações de Natal e Sinterklaas. Entre as receitas nas quais a pasta é utilizada, estão as boterletters e o kerststol.

## Preparação
Para a preparação da pasta, as amêndoas são deixadas de molho em água quente e descascadas. Elas são então trituradas até o resultado ser um pó fino, ao qual adiciona-se açúcar e ovo; na Bélgica e nos Países Baixos, a receita tradicional utiliza raspas de limão.
A pasta de amêndoa é um ingrediente de alto custo. Nos Países Baixos, em doces mais baratos como gevulde koeken e banketletters, também se usa o chamado persipão, como substituto da pasta de amêndoas. Para substituir as amêndoas, na confecção do persipão, podem-se utilizar caroços de pêssego ou damasco moídos e feijão branco, o que resulta num produto final consideravelmente mais pegajoso.